# Syntrichia papillosa
Syntrichia papillosa egy lombosmoha faj a Pottiaceae családból. Szinonim neve még: Tortula papillosa Wilson.

## Megjelenése
Ez a faj laza 1 cm magas gyepet alkotva nő. Szárazon sötétbarna, az összehajló levelek enyhén csavarodottak, nedvesen a levelek szétnyílnak, enyhén visszahajlók és zöldes színűek. A levelek rozettát alkotnak a hajtás végén. A levél alakja széles, spatula alakú, alul keskenyebb mint a levél végén. A levél széle sima vagy alig begöngyölt. A levélér erőteljes, a levél csúcsán sima, áttetsző szőrszálként fut ki. A levelek belső (ventrális-felső) felületén soksejtű sarjtestek (gemmák) találhatók. A levélsejtek a levél alján hosszúkásak, áttetszőek, négyszögletűek. A levél többi részén kerek, hatszögletűek, papillázottak.
Ez a faj kétlaki. Európában eddig csak nőivarú növényeket találtak. Spóratokot fejlesztő példányok csak Ausztráliából, Tasmániából és Új-Zélandról kerültek elő.

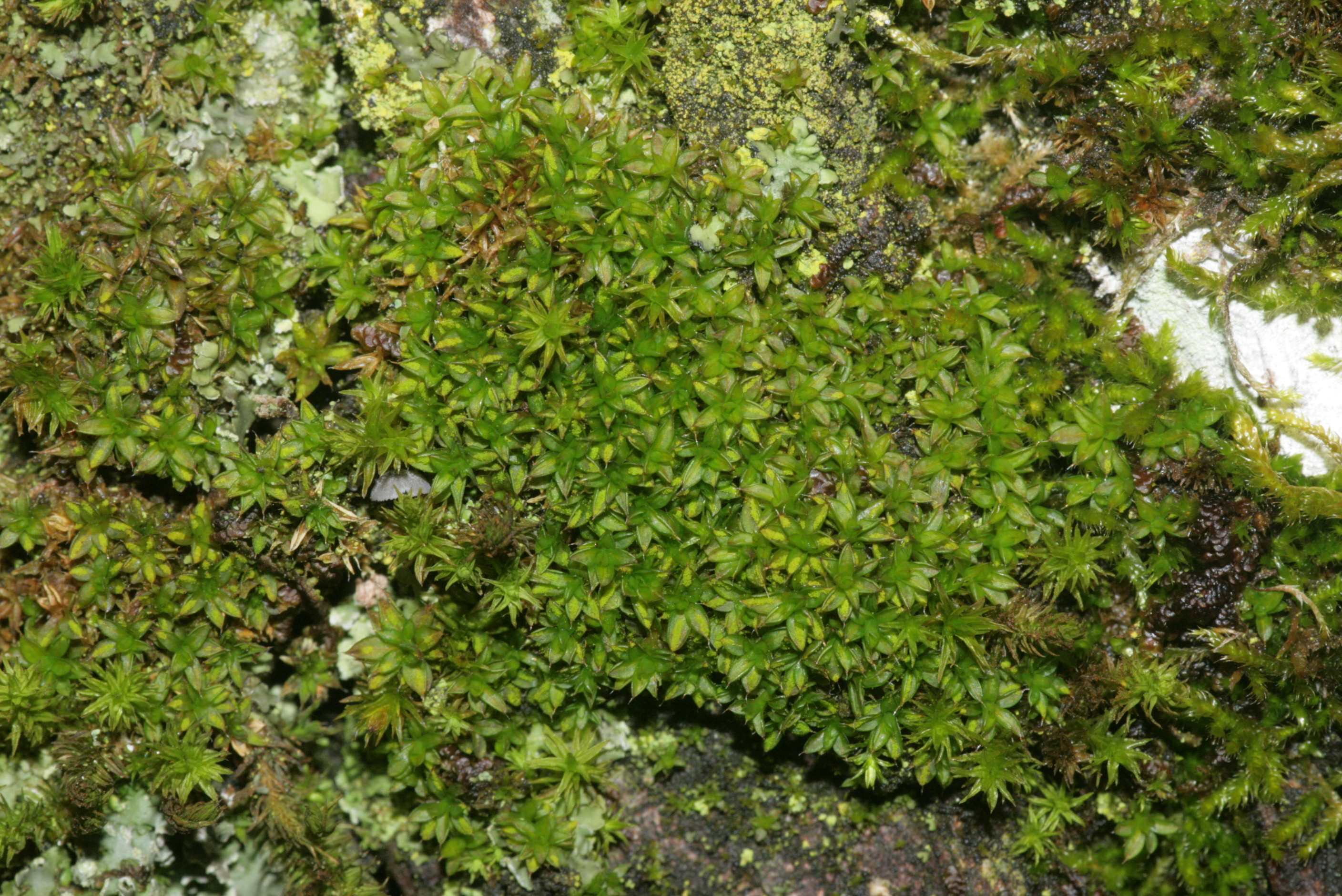
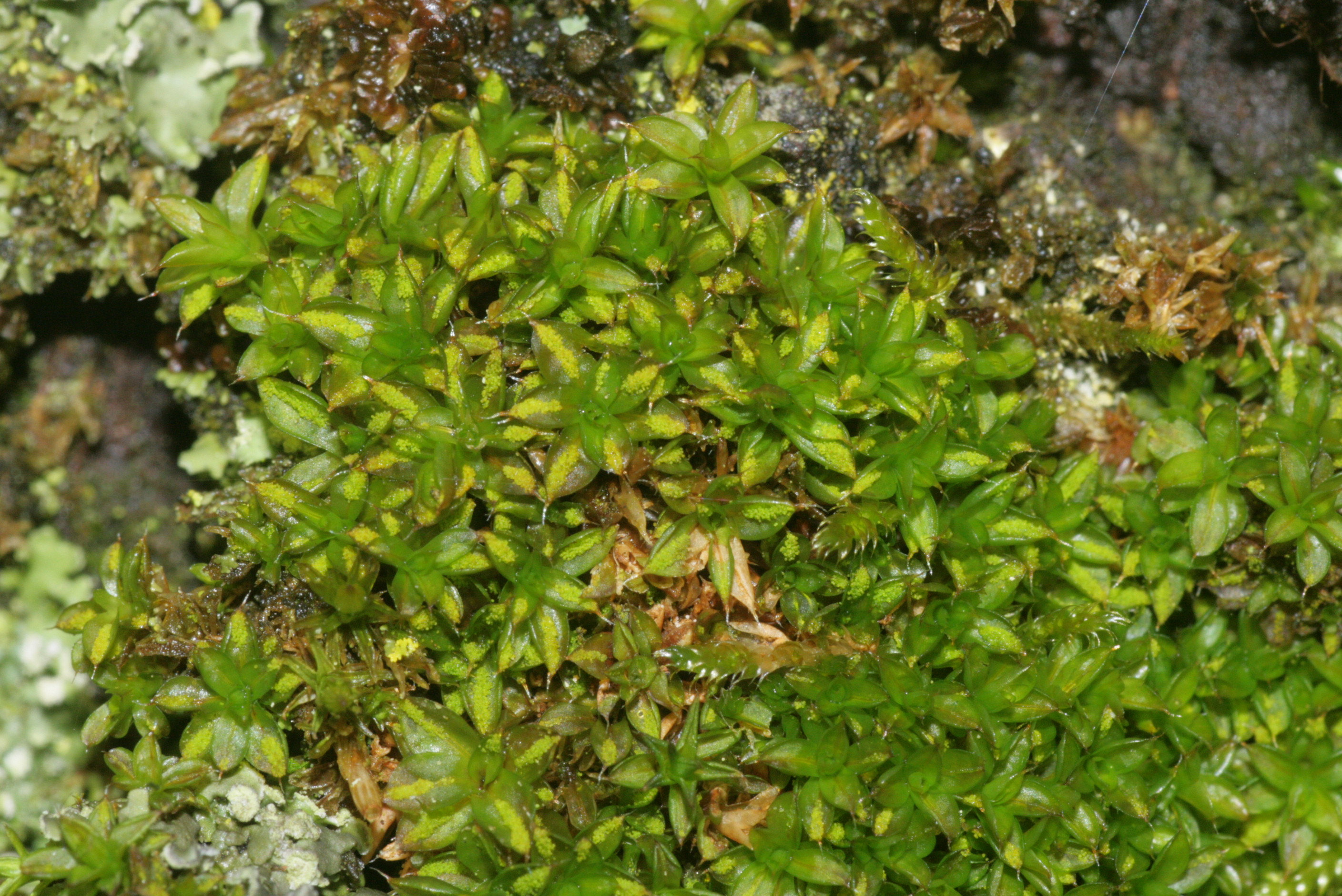
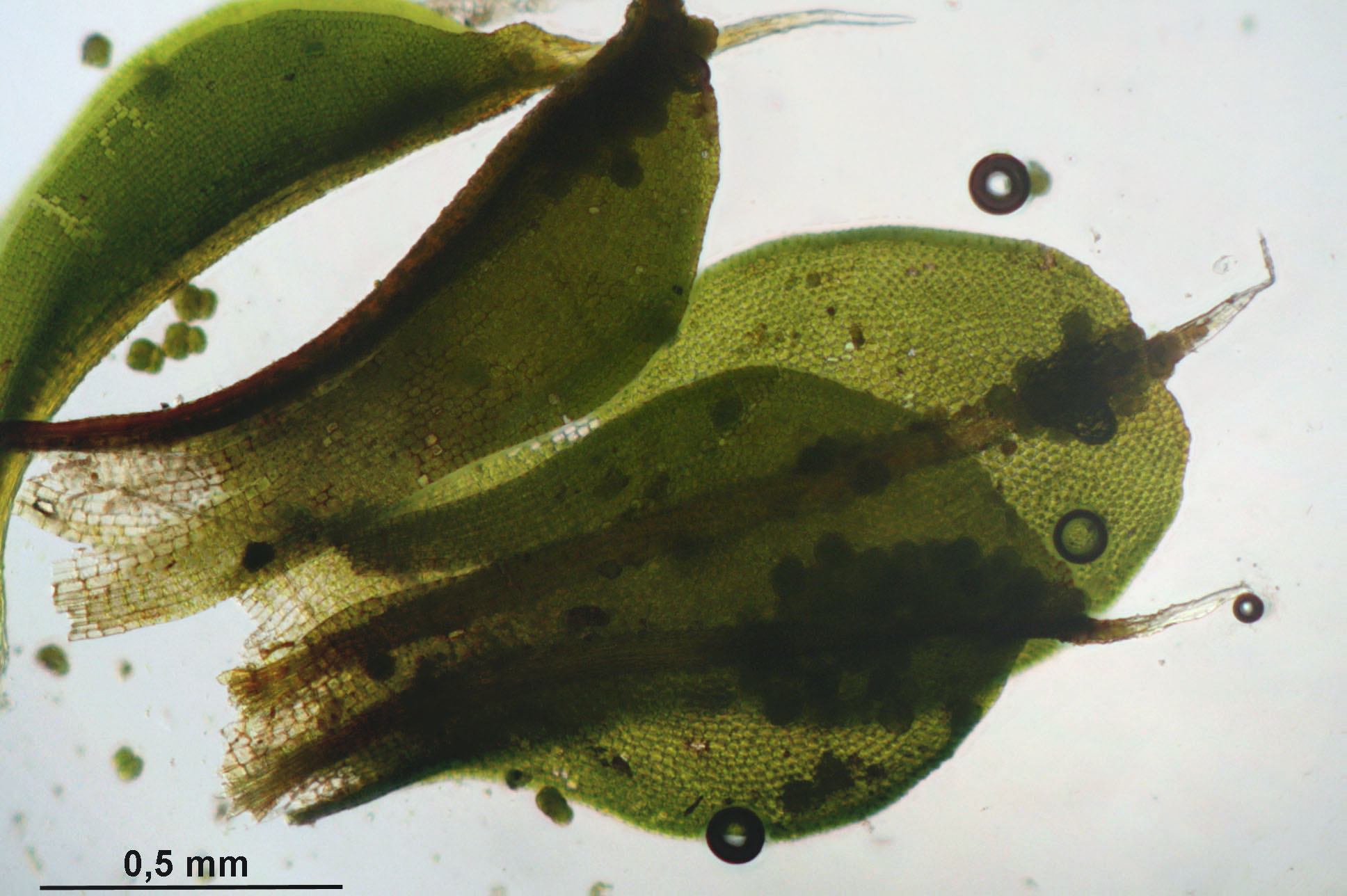
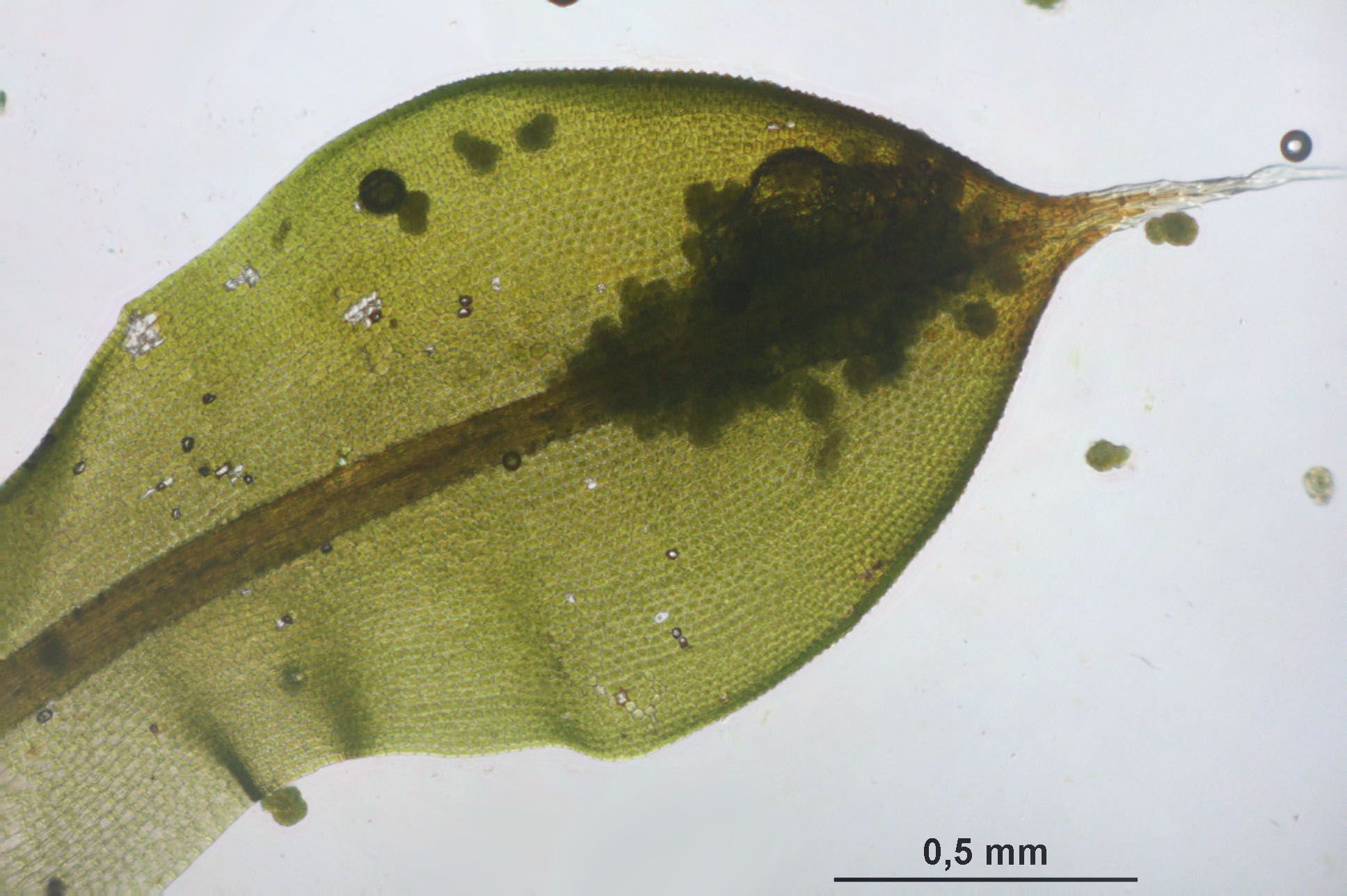
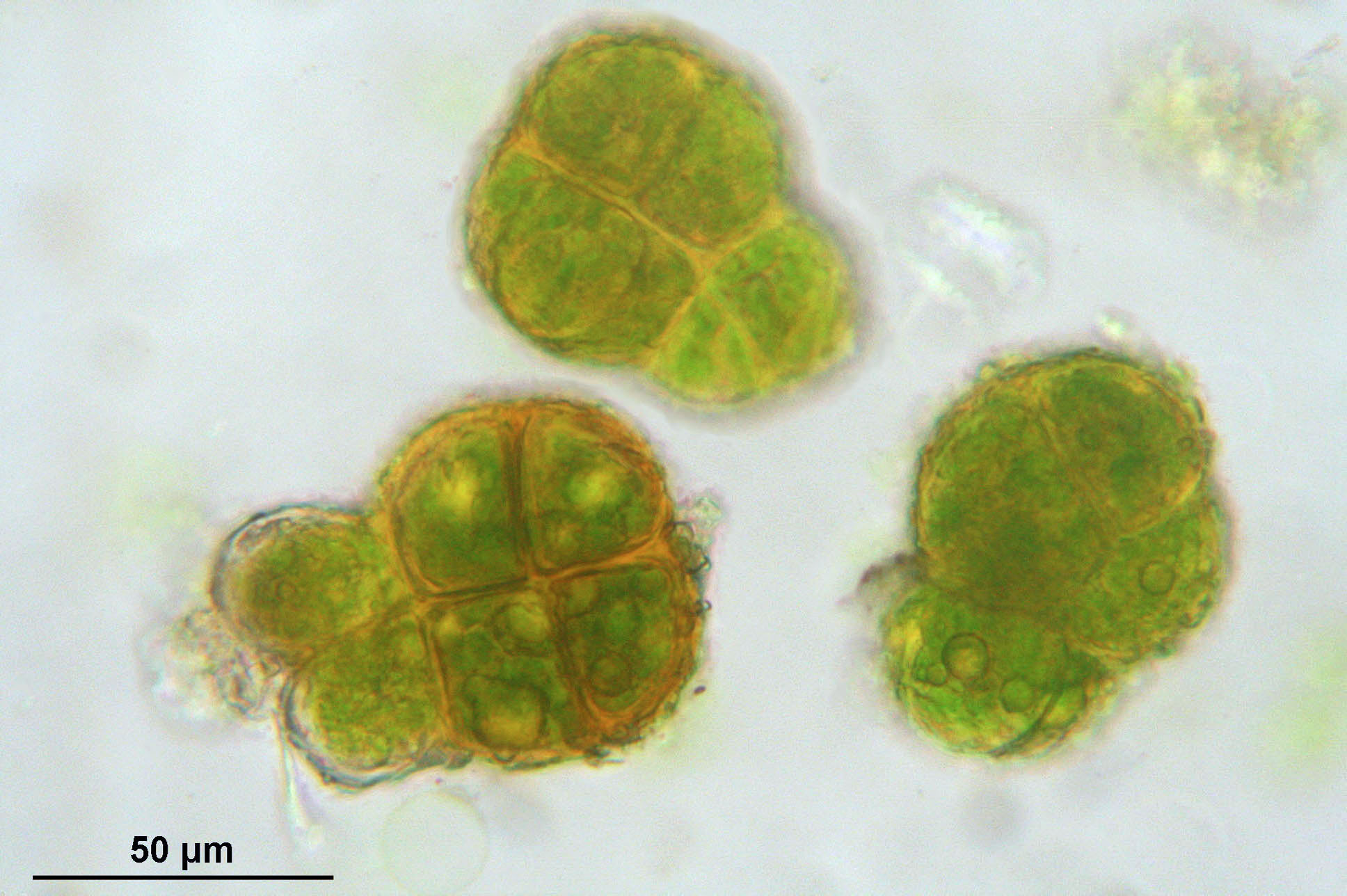

## Élőhelye
Syntrichia papillosa leggyakrabban települések közelében, magányos lombhullató fák kérgén, gyümölcsösökben nő. Nagyon ritkán mészkősziklákon is megtalálható.

## Elterjedése
Közép-Európában gyakori faj a síkvidéki területektől kezdve a hegyvidékig (1000 m-ig) megtalálható. Magyarországon is gyakori faj.
Világszerte is elterjedt. Európában, Ázsiában, Amerikában, Afrikában, Ausztráliában, sőt még az Antarktiszon is megtalálható.

## Fordítás
Ez a szócikk részben vagy egészben  a   Syntrichia papillosa című német Wikipédia-szócikk ezen változatának fordításán alapul.  Az eredeti cikk szerkesztőit annak laptörténete sorolja fel. Ez a jelzés csupán a megfogalmazás eredetét és a szerzői jogokat jelzi, nem szolgál a cikkben szereplő információk forrásmegjelöléseként.